# Okrug Žďár nad Sázavou
Okrug Žďár nad Sázavou (češki: Okres Žďár nad Sázavou) je jedan od pet okruga u pokrajini Vysočina u Češkoj, te najistočniji i najveći okrug u ovoj pokrajini. Središte okruga je grad Žďár nad Sázavou.

## Gradovi, općine i naselja
U okrugu Žďár nad Sázavou nalazi se 6 gradova, 174 općina i 318 naselja.
- Baliny
- Blažkov
  - Dolní Rozsíčka
- Blízkov
  - Dědkov
- Bobrová
- Bobrůvka
- Bohdalec
- Bohdalov
  - Chroustov
- Bohuňov
  - Janovičky
- Borovnice
- Bory
  - Cyrilov
  - Dolní Bory
  - Horní Bory
- Březejc
- Březí
  - Ondrušky
- Březí nad Oslavou
- Březské
- Budeč
- Bukov
- Bystřice nad Pernštejnem
  - Bratrušín
  - Divišov
  - Domanín
  - Domanínek
  - Dvořiště
  - Karasín
  - Kozlov
  - Lesoňovice
  - Pivonice
  - Rovné
  - Vítochov
- Býšovec
  - Smrček
- Cikháj
- Černá
  - Milíkov
- Dalečín
  - Hluboké
  - Veselí
- Daňkovice
- Dlouhé
- Dobrá Voda
- Dolní Heřmanice
  - Oslava
- Dolní Libochová
- Dolní Rožínka
  - Horní Rozsíčka
- Fryšava pod Žákovou horou
- Hamry nad Sázavou
  - Najdek
  - Šlakhamry
- Herálec
  - Brušovec
  - Český Herálec
  - Kocanda
  - Kuchyně
- Heřmanov
- Hodíškov
- Horní Libochová
  - Dolní Hlíny
  - Horní Hlíny
- Horní Radslavice
- Horní Rožínka
- Chlumek
- Chlumětín
- Chlum-Korouhvice
  - Chlum
  - Korouhvice
- Jabloňov
- Jámy
- Javorek
- Jimramov
  - Benátky
  - Sedliště
  - Trhonice
  - Ubušín
- Jívoví
- Kadolec
- Kadov
- Karlov
- Kněževes
- Koroužné
  - Kobylnice
  - Švařec
- Kotlasy
- Kozlov
- Krásné
  - Mrhov
- Krásněves
- Křídla
- Křižánky
  - České Křižánky
  - České Milovy
  - Moravské Křižánky
- Křižanov
  - Bojanov
- Křoví
- Kuklík
- Kundratice
- Kyjov
- Lavičky {{Malé|(Závist
- Lhotka
- Lísek
  - Lhota
  - Vojtěchov
- Líšná
- Malá Losenice
- Martinice
- Matějov
- Měřín
  - Pustina
- Meziříčko
- Milasín
- Milešín
- Mirošov
- Moravec
- Moravecké Pavlovice
  - Habří
- Netín
  - Záseka
- Nížkov
  - Buková
  - Špinov
- Nová Ves
- Nová Ves u Nového Města na Moravě
- Nové Dvory
- Nové Město na Moravě
  - Hlinné
  - Jiříkovice
  - Maršovice
  - Olešná
  - Petrovice
  - Pohledec
  - Rokytno
  - Slavkovice
  - Studnice
- Nové Sady
- Nové Veselí
- Nový Jimramov
  - Jimramovské Paseky
  - Široké Pole
- Nyklovice
- Obyčtov
- Ořechov
  - Ronov
- Oslavice
- Oslavička
- Osová Bítýška
  - Osová
- Osové
- Ostrov nad Oslavou
  - Suky
- Otín
  - Geršov
  - Pohořílky
- Pavlínov
- Pavlov
  - Starý Telečkov
- Petráveč
- Pikárec
- Písečné
- Počítky
- Poděšín
- Podolí
- Pokojov
- Polnička
- Prosetín
  - Brťoví
  - Čtyři Dvory
- Račice
- Račín
- Radenice
- Radešín
- Radešínská Svratka
- Radkov
- Radňoves
- Radňovice
- Radostín
- Radostín nad Oslavou
  - Zahradiště
- Rodkov
- Rosička
- Rousměrov
  - Laštovičky
- Rovečné
  - Malé Tresné
- Rozseč
- Rozsochy
  - Albrechtice
  - Blažejovice
  - Kundratice
  - Vojetín
- Rožná
  - Josefov
  - Zlatkov
- Ruda
  - Lhotka
- Rudolec
- Řečice
- Sázava
  - Česká Mez
- Sazomín
- Sejřek
  - Bor
- Sirákov
- Sklené
- Sklené nad Oslavou
- Skorotice
  - Chlébské
- Skřinářov
- Sněžné
  - Blatiny
  - Krátká
  - Milovy
  - Podlesí
  - Samotín
  - Vříšť
- Spělkov
- Strachujov
- Stránecká Zhoř
  - Frankův Zhořec
  - Kochánov
  - Nová Zhoř
- Strážek
  - Jemnice
  - Krčma
  - Meziboří
  - Mitrov
  - Moravecké Janovice
- Střítež
  - Nivy
- Sulkovec
  - Polom
- Světnov
- Sviny
- Svratka
  - Česká Cikánka
  - Moravská Cikánka
  - Moravská Svratka
- Škrdlovice
- Štěpánov nad Svratkou
  - Vrtěžíř
- Tasov
- Tři Studně
- Ubušínek
- Uhřínov
  - Šeborov
- Ujčov
  - Dolní Čepí
  - Horní Čepí
  - Kovářová
  - Lískovec
- Újezd
- Unčín
- Vatín
- Věcov
  - Jimramovské Pavlovice
  - Koníkov
  - Míchov
  - Odranec
  - Roženecké Paseky
- Věchnov
- Velká Bíteš
  - Bezděkov
  - Březka
  - Holubí Zhoř
  - Jáchymov
  - Janovice
  - Jestřabí
  - Jindřichov
  - Košíkov
  - Ludvíkov
  - Pánov
- Velká Losenice
  - Pořežín
- Velké Janovice
- Velké Meziříčí
  - Dolní Radslavice
  - Hrbov
  - Kúsky
  - Lhotky
  - Mostiště
  - Olší nad Oslavou
  - Svařenov
- Velké Tresné
- Vepřová
- Věstín
  - Bolešín
  - Věstínek
- Věžná
  - Jabloňov
  - Pernštejnské Janovice
- Vídeň
- Vidonín
- Vír
- Vlachovice
- Vlkov
- Vojnův Městec
  - Nová Huť
- Vysoké
- Záblatí
- Zadní Zhořec
- Znětínek
- Zubří
- Zvole
  - Branišov
  - Olešínky
- Ždánice
- Žďár nad Sázavou
  - Mělkovice
  - Radonín
  - Stržanov
  - Veselíčko